# Asako Ideue
Asako Ideue (井手上 麻子, Ideue Asako, Kagoshima, 5 mei 1987) is een Japans voormalig voetbalster.

## Carrière

### Clubcarrière
Ideue begon haar carrière bij TEPCO Mareeze. Ze tekende in juni 2011 bij Nippon TV Beleza. Ze tekende in 2012 bij Vegalta Sendai. In 2015 beëindigde zij haar carrière als voetbalster.

### Interlandcarrière
Ideue maakte op 11 mei 2010 haar debuut in het Japans vrouwenvoetbalelftal tijdens een wedstrijd tegen Mexico.

## Statistieken
| Japans vrouwenvoetbalelftal | Japans vrouwenvoetbalelftal | Japans vrouwenvoetbalelftal |
| Jaar                        | Wed.                        | Dlp.                        |
| --------------------------- | --------------------------- | --------------------------- |
| 2010                        | 1                           | 0                           |
| Totaal                      | 1                           | 0                           |